# 秋山スキー場
秋山スキー場（あきやまスキーじょう）は、山形県最上郡真室川町にあるスキー場。

## 概要
国道344号沿いに位置し、街中に位置するスキー場である。アクセスも便利で晴れた日には鳥海山、月山などが一望できる。初級者・中級者向けのゲレンデとなっている。スノーボードも利用可能で、ナイター設備もある。
場内にある10kmの秋山クロスカントリーコースは全日本スキー連盟の公認コースとなっており、数々の大会も開かれている。

## アクセス
- JR真室川駅から1.5km。

## 周辺
- 真室川町立真室川中学校
- 秋山公園
- 真室川町立歴史民俗資料館
- 真室川公園